# Jorge Piris
Jorge Maximiliano Piris (n. San Martín, Buenos Aires, Argentina; 22 de julio de 1990) es un futbolista argentino. 

## Trayectoria
Se desempeña como delantero y actualmente se encuentra jugando en el Club Leandro N. Alem. Debutó profesionalmente en el año 2011, jugando por Chacarita Juniors.
Actualmente, Jorge Piris, vuelve a vestir la camiseta de Leandro N. Alem para la temporada 2020. El mediocampista había participado en la Temporada 2018/19 donde disputó 21 partidos marcando 3 goles. 
El gol más recordado de los hinchas "Lecheros" es aquel bombazo que desató de afuera del área ante el Club Atlético Victoriano Arenas en una goleada por a 4-0. El delantero Jorge Piris, le pegó desde el sector izquierdo mandando el balón al ángulo más lejano del arquero del CAVA. Esto ocurrió en el marco de la sexta fecha del Torneo de Primera C de la temporada 2018/19 el día domingo 16 de septiembre.  

## Clubes
| Club                      | País      | Año         |
| ------------------------- | --------- | ----------- |
| Chacarita Juniors         | Argentina | 2011 - 2014 |
| Palestino                 | Chile     | 2014        |
| Acassuso                  | Argentina | 2015        |
| Cobreloa                  | Chile     | 2015        |
| Club Atlético San Telmo   | Argentina | 2016 - 2017 |
| Independiente (Chivilcoy) | Argentina | 2018        |
| Leandro N. Alem           | Argentina | 2018 - 2020 |